# Gudemaranahalli, Magadi
Gudemaranahalli là một làng thuộc tehsil Magadi, huyện Ramanagara, bang Karnataka, Ấn Độ.